# Hans Walter Gruhle
Hans Walter Gruhle (ur. 7 listopada 1880 w Lübben, zm. 3 października 1958 w Bonn) – niemiecki lekarz psychiatra.

## Życiorys
Syn Franza Karla Heinricha Gruhle, radcy izby rachunkowej w Dreźnie, i Thekli z domu Schumann. Studiował medycynę na Uniwersytecie w Lipsku, Würzburgu i Monachium. Pracę doktorską (1905) przygotował pod kierunkiem Emila Kraepelina. W 1912 habilitował się na podstawie pracy Die Ursachen der jugendlichen Verwahrlosung und Kriminalität. Po dojściu nazistów do władzy nie mógł objąć katedry w Bonn, w zamian został dyrektorem zakładu psychiatrycznego w Zwiefalten, a potem w Weißenau. W 1946 powołany na katedrę w Bonn, na której pozostał do przejścia na emeryturę.

## Wybrane prace
- Die Ursachen der jugendlichen Verwahrlosung und Kriminalität. Studien zur Frage: Milieu oder Anlage. Berlin: Springer, 1912
- Die Bedeutung des Symptoms in der Psychiatrie. Zeitschr. ges. Neurol. Psychiat. 16, s. 465–486, 1913
- Selbstschilderung und Einfühlung. Zeitschr. ges. Neurol. Psychiat. 28, s. 148–231, 1915
- Die Psychologie des Abnormen W: Gustav Kafka (Hrsg.): Handbuch der Vergleichenden Psychologie. Band III/Abteilung 1. München: Ernst Reinhardt, 1922
- Die Psychologie der Schizophrenie. Zeitschr. ges. Neurol. Psychiat. 78, s. 454–471, 1922
- Kraepelins Bedeutung für die Psychologie. Arch. Psych. Nervenheilk. 87, s. 43–49, 1929
- Die psychologische Analyse eines Krankheitsbildes (Schizophrenie). Zeitschr. ges. Neurol. Psychiat. 123, s. 479–484, 1930
- Verstehende Psychologie (Elebnislehre). Ein Lehrbuch. Stuttgart: Georg Thieme, 1948
- Geschichtsschreibung und Psychologie. Bonn: Bouvier, 1953
- Gutachtentechnik. Heidelberg: Springer, 1955